# Entre mi hijo y yo, la luna
Entre mi hijo y yo, la luna es el primer libro del uruguayo Carlos Páez Vilaró. Fue publicado por Editorial Ambiente en 1982, reeditado por Planeta y Ediciones Casapueblo.

## Reseña
«Entre mi hijo y yo, la luna.» El libro del un pintor, ceramista, escultor, muralista, escritor, compositor y constructor Carlos Páez Vilaró. El libro es un superventas, lleva más de cuatro ediciones (1982, 1986, 1993 y 2000).
El 13 de octubre de 1972, el Vuelo 571 de la Fuerza Aérea Uruguaya, se estrelló en la Cordillera de los Andes, con 45 personas a bordo, una de ellas era su hijo Carlos Páez Rodríguez que tenía 18 años, de esta manera se vio involucrado en la denominada «Tragedia de los Andes», su hijo integraba el equipo de Rugby Old Christians Club, durante los 72 días que duró su desaparición fue uno de los líderes en la búsqueda de sobrevivientes. De dicha experiencia surge esta autobiografía.

Entre Carlitos y yo estaba la luna que me miraba desde el cielo. Y yo le había chiflado detrás de la cordillera, como para que supiera que estaba ahí.
Carlos Páez Vilaró, en 1972.

Son ¡Viven! y Milagro en los Andes libros que también relatan el episodio del Vuelo 571 de la Fuerza Aérea Uruguaya.

## Galería

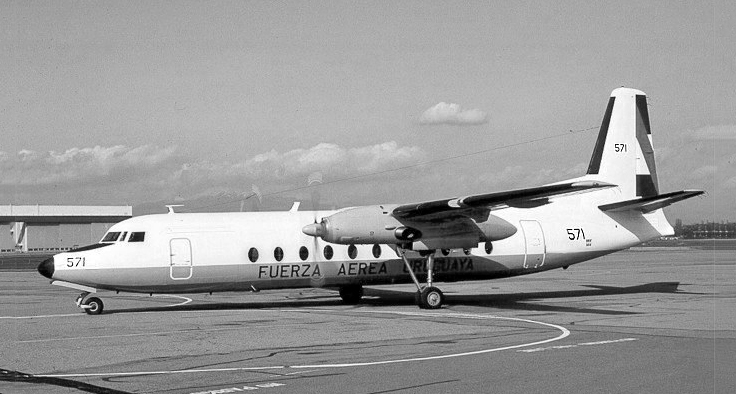
Avión Fokker F27 Fuerza Aérea Uruguaya que se estrelló.
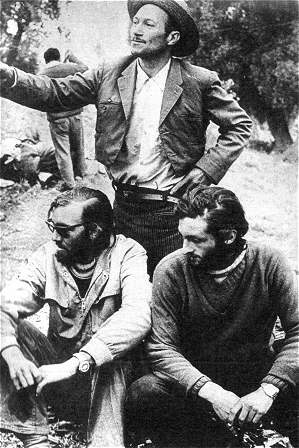
Nando Parrado y Roberto Canessa junto al arriero chileno Sergio Catalán en 1972.
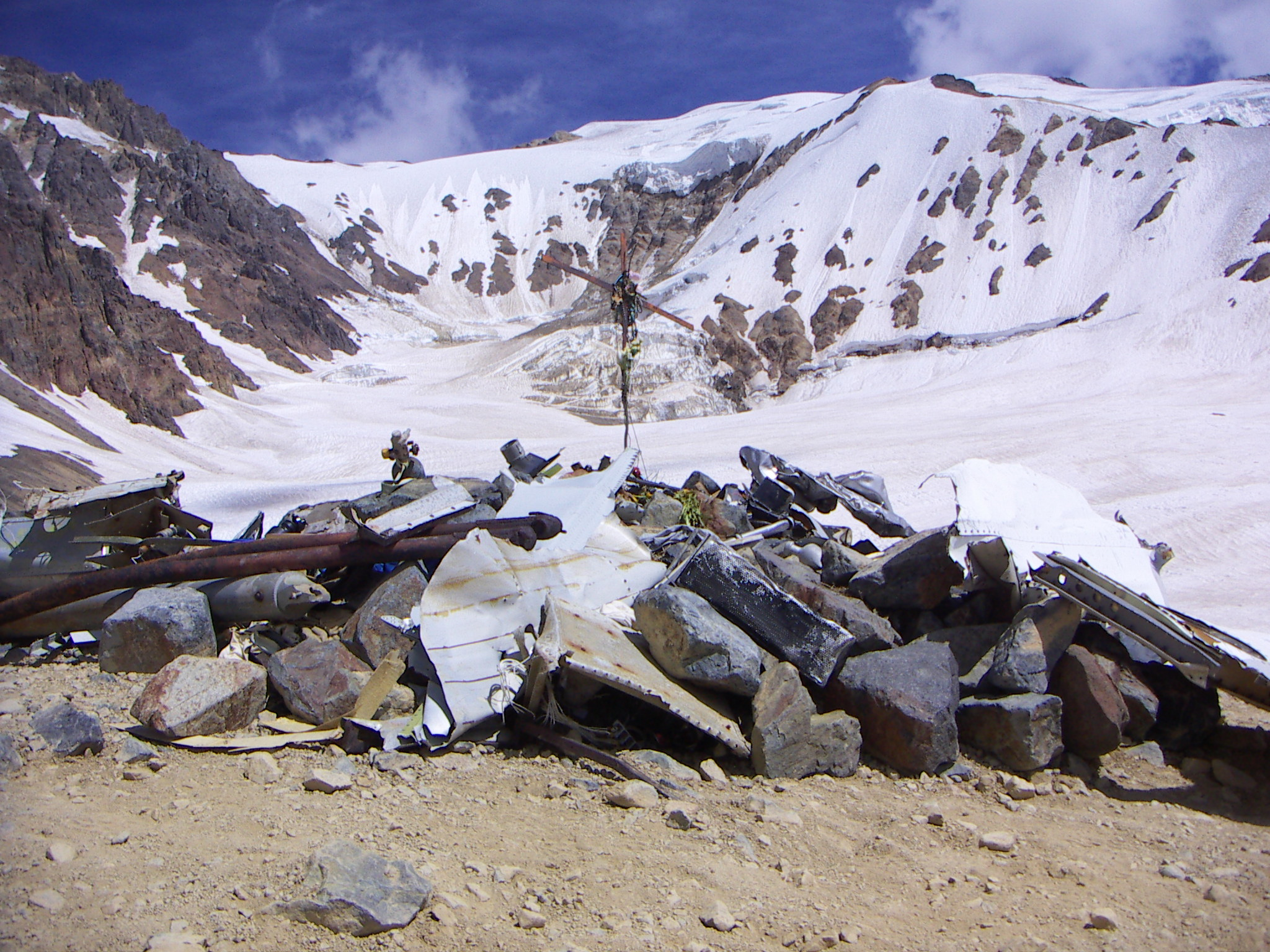
Lugar del accidente en 2006.
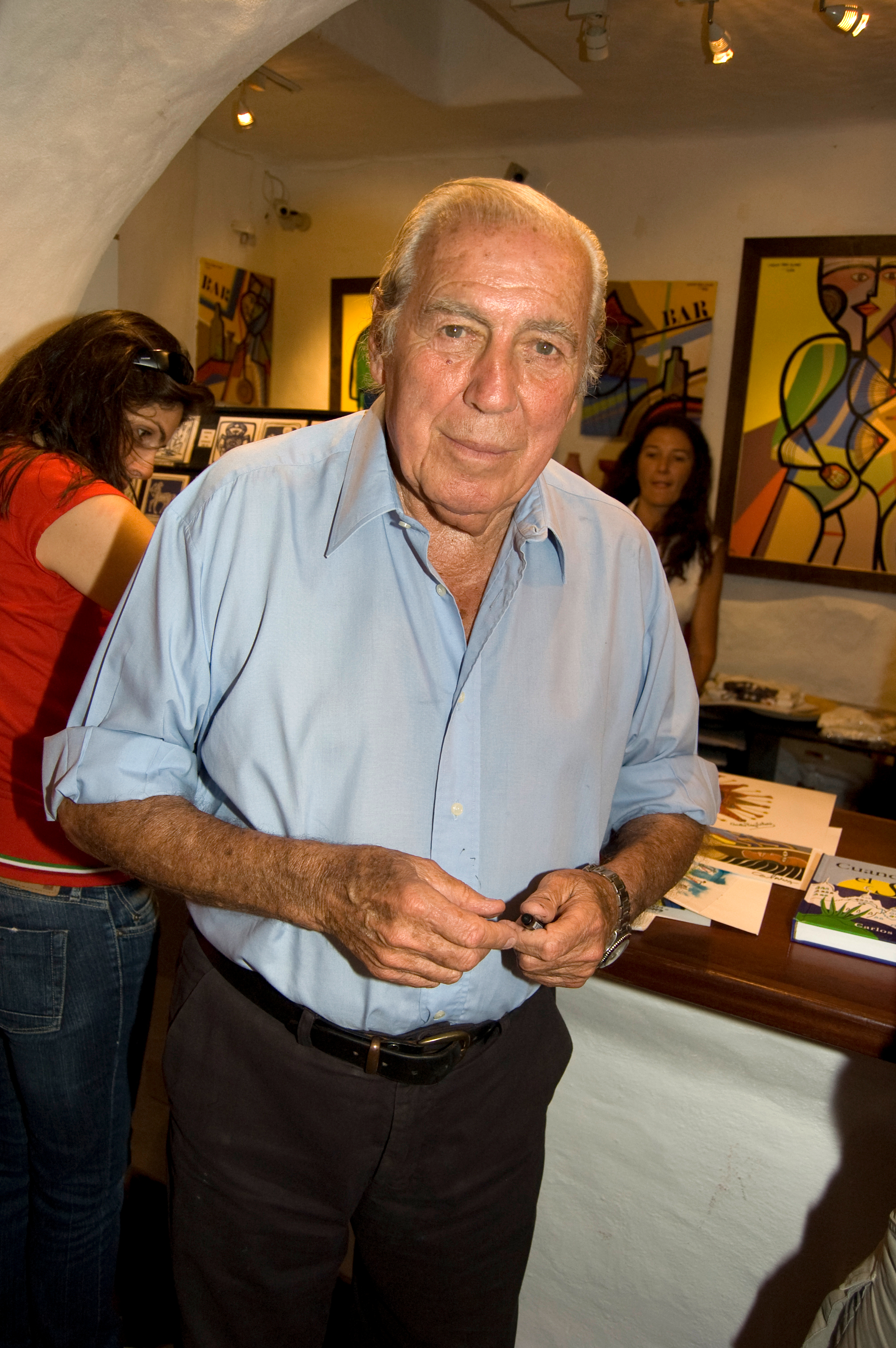
Carlos Páez Vilaró en 2009.